# هوراسیو زبالوس
 هوراسیو زبالوس (انگلیسی: Horacio Zeballos؛ زاده ۲۷ آوریل ۱۹۸۵) یک تنیس‌باز اهل آرژانتین است.